# Żaba leśna
Żaba leśna (Boreorana sylvatica) – gatunek płaza bezogonowego z rodziny żabowatych (Ranidae); jedyny przedstawiciel rodzaju Boreorana.

## Opis
Żaba leśna mierzy od 35 do 76 mm długości. Samice są znacznie większe niż samce. Ubarwienie grzbietu jest zazwyczaj brązowe lub rdzawe. Część brzuszna przyjmuje odcienie żółtawe lub zielonkawo-białe. Jest to jeden z najbardziej wytrzymałych na trudne warunki gatunków płazów. W czasie zimy organizm żaby leśnej częściowo zamarza. Przed śmiercią chroni ją zgromadzony wcześniej materiał zapasowy, który umożliwia pracę ważniejszych organów. Gdy zima dobiega końca, żaba budzi się i funkcjonuje normalnie.

## Pokarm
Żaby leśne żywią się owadami oraz innymi małymi bezkręgowcami, w szczególności pająkami, chrząszczami, larwami ciem, pomrowami i ślimakami. Larwy żaby leśnej żywią się glonami oraz larwami mącznika młynarka.

## Występowanie i środowisko
Ameryka Północna – Kanada i USA (wraz z Alaską). Gatunek nie występuje naturalnie w Polsce.